# Dendromus kahuziensis
Dendromus kahuziensis is een zoogdier uit de familie van de Nesomyidae. De wetenschappelijke naam van de soort werd voor het eerst geldig gepubliceerd door Dieterlen in 1969.